# 庆尚方言
庆尚方言（韓語：경상 방언），又称庆尚道方言（경상도 방언）或东南方言（동남 방언），是朝鲜语的一种方言，通行于韩国岭南地区，包括釜山广域市、大邱广域市、蔚山广域市、庆尚北道和庆尚南道，有兩千万名的使用者。另外，这种方言是朝鲜语六种方言中唯一保留音调的方言。庆尚方言内部还有变化。尽管釜山和大邱这两城市分隔小于100千米，但当地人能够区分出这两个城市的方言。

## 音韵
大多庆尚方言都含有六个元音：。在大多数地区，元音和，还有和已经合并。辅音后的w和y已经逐渐脱落，例如（牛肉）读作；（点心）读作。
庆尚方言的元音和谐不同于标准语，如（今天）读作onal。主要的不同是e，这个音被当作央元音。 
当后续音节含有y或i时会发生元音变音，舌面前音除外。例如，妈妈读作emi；肉读作gegi。
庆尚方言缺少紧音，因此会将（米）读作。另外，腭音化很普遍：gy和ky读作j和ch，而hy读作s。许多词在标准语中读作清塞音的在这里读成紧音。
中世朝鲜语的和变读为和。

## 音调
根据音高重音理论，庆尚方言可以分为庆尚北方言和庆尚南方言两种。庆尚北方言分高调、低调（短元音）、低调（长元音）三种，而庆尚南方言则分高、中、低三个调。如말이一词，按高-低调读的话，意思是“马（主格）”，而按低-高来读则是“语言，话语（主格）”的意思。另外，音高重音也有用于区分使役和被动等语法概念的功能，如jép-pida（使捉）和 jepída（被捉）。
在庆尚北方言中，任何音节都可能有高音调，如对三音节词来说，音调有四种可能：
- [mé.nu.ɾi]（ 儿媳妇）
- [ʌ.mú.i]（ 母亲）
- [wʌ.nʌ.mín]（说本语言的人）
- [ó.ɾé.bi]（哥哥）

## 语法
庆尚方言中有许多与标准语不同的语法，下面列出一些有特征性的语法现象。  

### 体言
下面是庆尚方言中特征性的体言语尾：
- 主格：
- 宾格：
- 对格：
- 接续助词：

### 用言

#### 活用
用言变形时，阳元音词干后续：
- （标准语： 得到，领受）

元音词干用言的变形的缩合和标准语不同：
- （标准语： 搓，揉）
- （标准语：줘- 给予）

标准语中和的不规则变化在庆尚方言中是规则的：
- （标准语： 热）
- （标准语： 痊愈）

于此同时，庆尚方言中会发生不规则变化，如下（庆尚方言的即标准语的，吃）：
| 标准语 | 庆尚方言 |
| ------ | -------- |
| 먹-    | 묵-      |
| 먹으면 | 무우면   |
| 먹어서 | 무우서   |

#### 陈述型
陈述型变化如下：
- （尊敬阶)
- （体，对等阶)
- （体，基本阶)

标准语的해요体（尊敬阶，非格式体）在庆尚方言中以-얘表示：
- （标准语：在这里）
- （标准语：在这里啊）

#### 疑问型
疑问型的认识如下：
- （합쇼体，尊敬阶）
- （합쇼体，尊敬阶）
- （하게体，基本阶）
- （해라体，基本阶）

庆尚方言疑问型的最大特点是判断疑问句和疑问词疑问句的语尾不一样。这种现象发生于对等阶称和基本阶称中。判断疑问句语尾母音为；疑问词疑问句的语尾母音为。
|        | 判断疑问        | 疑问词疑问句    |
| ------ | --------------- | --------------- |
| 对等阶 | -넌가/-(으)ㄴ가 | -넌고/-(으)ㄴ고 |
| 基本阶 | -나             | -노             |

- （回家吗？）
- （去哪儿？）

据此，可以根据语尾来判断部分含有疑问代词的判断疑问句和疑问词疑问句。标准语中没有这种用法。
- （判断疑问句，即“那里有某人吗？”）
- （疑问词疑问句，“那里有谁？”）

另外，体言谓语的基本阶疑问型与标准语不同，没有叙述格助词-이-，疑问语尾接续为-가/-고。这种形式是中世朝鲜语的残留。
- （判断疑问句，这个是你的书吗？）
- （疑问词疑问句，这个是谁的书？）

#### 命令型，共动型
命令型的变化如下，其中首尔几乎不用的在这里使用得很普遍：
- （합쇼体，尊敬阶）
- （해라体，基本阶）

共动型的变化如下：
- （합쇼体，尊敬阶）
- （해라体，基本阶）

#### 否定型
标准语中表示不可能的客观否定的副词，在庆尚方言中作：
- （不能做），（不能来）

#### 引用型
庆尚方言中，表示引语的语尾为。-꼬后直接跟融合为。但是庆尚南道的部分地区会省略-꼬，而하다的发音会削减变成：
- （标准语：是叫什么）
- （标准语：叫做什么）

- - 岭南全境
- - 庆尚南道部分地区
- - 庆尚南道部分地区

#### 冠形型
表示过去的冠形词形语尾为先语末语尾（标准语表示过去的先语末语尾为）加上（标准语为），即（标准语为ㄴ/은，接续规则与这里不同）：
- （标准语：吃过饭的人）

## 词汇
在与标准语不同的单词中出现的ㅂ和ㅅ，是中世朝鲜语古音和的残留。
| 标准语 | 庆尚方言 | 中世朝鲜语 | 汉语 |
| ------ | -------- | ---------- | ---- |
| 새우   | 새비     |            | 虾   |
| 무우   | 무시     |            | 萝卜 |

中世朝鲜语中的母音在标准语中与ㅏ合流读ㅏ，而在庆尚方言中则与ㅗ合流读ㅗ。
| 标准语 | 庆尚方言 | 中世朝鲜语 | 汉语 |
| ------ | -------- | ---------- | ---- |
| 팔     | 폴       |            | 手臂 |
| 빠르다 | 뽀리다   |            | 快的 |

方言中话有一些固有的词汇，如下，其中某些词汇与全罗道方言（西南方言）的有共同之处。
| 标准语   | 庆尚方言 | 汉语 |
| -------- | -------- | ---- |
| 사내아이 | 머시마   | 男   |
| 계집아이 | 가시나   | 女   |

亲属关系的词汇也经常在在日朝鲜人族群中使用。
| 标准语             | 庆尚方言      | 汉语       |
| ------------------ | ------------- | ---------- |
| 아버지             | 아부지        | 父亲       |
| 어머니             | 어무이        | 母亲       |
| 삼촌, 아저씨       | 아제, 아지벰  | 伯父，叔父 |
| 고(이)모, 아주머니 | 아지메,아주멤 | 姨母，姑母 |

## 拓展链接
- . （原始内容存档于2004-12-26） （韩语）.